# Cingulum

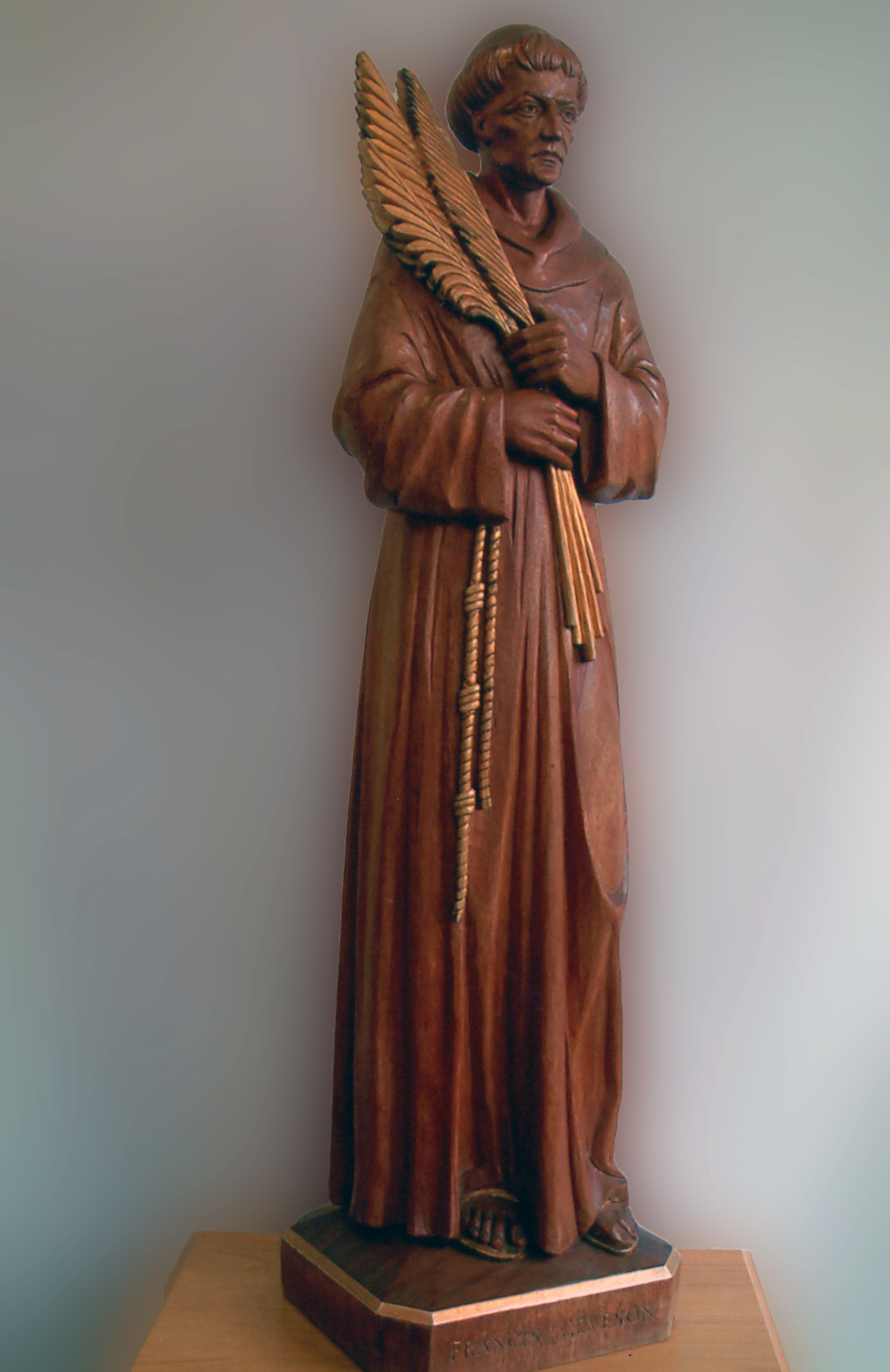
Ferences szerzetes jellegzetes cinguluma

Cingulum (latin szóból) öv, erősebb zsinór, amely a miseing (alba) összekötésére szolgál. Cingulumnak nevezik a papok szőr- vagy selyemövét is, amellyel a reverendát átkötik. Ez méltóságuk szerint többféle színű: fehér (pápa), vörös (püspök, prelátus, prépost, apát, kanonok), violaszínű (pápai, udvari káplán, esperes) és fekete (áldozópapok). A szerzetesek cinguluma nagyrészt olyan mint a világi papoké, némelyeknél azonban erős zsineg (ferences rendiek, kapucinusok stb.), amelyet kordának is neveznek, vagy szíj (irgalmas rendiek).
Cingulum militare, katonai öv, amely a katonai tisztviselők felső ruháját tartotta össze. Eredetileg egyszerű vörös bőrből készítették, a bizánci császárok alatt azonban díszesekké váltak; a fényes kivitelűeket katonai kitüntetésként osztogatták. Justinianus császár ideje óta a tisztek is viseltek ilyen öveket a katonai minőség jelzésére. Ezeket utánozva a középkorban lovagokat kitüntető jelvényül használták.